# Lindaro
Lindaro (in croato Lindar) è una località di 403 abitanti della regione istriana, in Croazia, frazione del comune di Pisino.

## Geografia fisica
L'abitato di Lindaro è adagiato su un'altura di circa 460 m a sud-est di Pisino, da cui domina il paese e la Valle del Foiba. Nei dintorni del paese è presente una cava di bauxite.

## Storia
Il toponimo è probabilmente di origine celtica.
La sua posizione strategica ne fece uno dei centri difensivi nella cintura di Pisino, divenendo prima proprietà dei vescovi di Pedena, poi dei conti d'Istria sino al 1511, quando venne conquistata dai veneziani per un brevissimo periodo. Rimase quindi sotto il controllo degli Asburgo - salvo un breve periodo di dominazione francese - fino alla fine della prima guerra mondiale, quando venne ceduta al Regno d'Italia. Dopo la seconda guerra mondiale venne annessa alla Jugoslavia. Secondo la testimonianza di Don Francesco Dapiran, dopo il 1945 nella cava di Bauxite di Lindaro vennero uccisi almeno 30 oppositori politici del regime comunista jugoslavo.
Dal 1991 Lindaro fa parte della Repubblica di Croazia.
Nel 1813 l'Istria insorse contro il dominio francese, sotto la guida del capitano Giuseppe Lazzarich, che riuscì a far prigionieri a Vermo i soldati di un battaglione dell'esercito Napoleonico diretto verso Fiume, con l'obiettivo di sconfiggere il generale austriaco Laval Nugent che aveva occupato il capoluogo del Carnaro. A ricordare questo episodio resta la canna mozza di un falconetto, che spunta da una feritoia di un bastione del castello.

## Luoghi d'interesse
Al periodo della Serenissima risalgono la fortezza del paese, di cui si conservano parte delle torri e il bastione con una bombarda e una Villa merlata, appartenuta ai nobili Baxa nel XVII secolo, con bifore in stile veneziano e lo stemma del Leone di San Marco sulla facciata. 
Tra gli edifici religiosi è di rilievo la Chiesa neoromanica dedicata ai Santi Ermacora e Fortunato, edificata nel 1611 e ampliata prima nel 1781 e poi nel 1860, che presenta una struttura a tre navate con cinque altari di marmo settecenteschi e i dipinti del Corner che raffigurano la Madonna e la Crocifissione e le vite di San Giorgio, Sant'Agata, Santa Lucia, San Giovanni e Sant'Antonio da Padova.
Il campanile che si affianca all'edificio, alto trenta metri, risale invece al periodo asburgico (1906) mantenendo inalterati i tratti distintivi dell'architettura istriana: la torre campanaria presenta una bifora e una sommità a forma di prisma esagonale con aperture ogivali sormontato da una piramide che termina in una croce di ferro battuto.
Antica ma più modesta è la Cappella di Santa Caterina, eretta nel 1409, dove si conservano una pregevole pala d'altare del XVII secolo di Vincenzo da Castua, raffigurante la Crocifissione di Cristo: tale affresco è noto come la "Croce viva", dal momento che le parti terminali della croce sono ritratte come braccia umane che aprono le porte del Paradiso. All'interno spicca anche un affresco dai colori sgargianti di Antonio da Padova sulla parete sinistra che reca un'antica iscrizione in glagolita.
I dipinti della cappella sono illuminati da un'apertura circolare dai contorni stellati posta sulla facciata posteriore dell'edificio. L'esterno della chiesetta è dominato da una serie di loggette del XVI secolo con archi gotici a sesto acuto, recentemente sottoposto a restauro.